# گوی چائوران
گوی چائوران (انگلیسی: Gui Chaoran؛ زادهٔ ۸ ژانویهٔ ۱۹۷۶) بازیکن والیبال زن اهل چین بود. وی در بازی‌های المپیک تابستانی ۲۰۰۰ شرکت کرده‌است.